# Bowdoin (Maine)
Bowdoin es un pueblo ubicado en el condado de Sagadahoc en el estado estadounidense de Maine. En el Censo de 2010 tenía una población de 3.061 habitantes y una densidad poblacional de 27,12 personas por km².

## Geografía
Bowdoin se encuentra ubicado en las coordenadas 44°3′56″N 69°58′30″O / 44.06556, -69.97500. Según la Oficina del Censo de los Estados Unidos, Bowdoin tiene una superficie total de 112.85 km², de la cual 112.55 km² corresponden a tierra firme y (0.27%) 0.31 km² es agua.

## Demografía
Según el censo de 2010, había 3.061 personas residiendo en Bowdoin. La densidad de población era de 27,12 hab./km². De los 3.061 habitantes, Bowdoin estaba compuesto por el 96.93% blancos, el 0.49% eran afroamericanos, el 0.42% eran amerindios, el 0.52% eran asiáticos, el 0.1% eran isleños del Pacífico, el 0.16% eran de otras razas y el 1.37% pertenecían a dos o más razas. Del total de la población el 0.46% eran hispanos o latinos de cualquier raza.